# Stefaniya Yelfútina
Stefaniya Yelfútina –en ruso, Стефания Елфутина– (Yeisk, 27 de enero de 1997) es una deportista rusa que compite en vela en la clase RS:X. 
Participó en los Juegos Olímpicos de Río de Janeiro 2016, obteniendo una medalla de bronce en la clase RS:X. Ganó tres medallas en el Campeonato Europeo de RS:X entre los años 2016 y 2018.

## Palmarés internacional
| \| Juegos Olímpicos \| Juegos Olímpicos \| Juegos Olímpicos \| Juegos Olímpicos \| \| Año \| Lugar \| Medalla \| Clase \| \| ------------------ \| ----------------------- \| ----------------- \| ---------------- \| \| 2016 \| Río de Janeiro (Brasil) \| Medalla de bronce \| RS:X \| \| Campeonato Europeo \| \| \| \| \| Año \| Lugar \| Medalla \| Clase \| \| 2016 \| Helsinki (Finlandia) \| Medalla de bronce \| RS:X \| \| 2017 \| Marsella (Francia) \| Medalla de plata \| RS:X \| \| 2018 \| Sopot (Polonia) \| Medalla de plata \| RS:X \| |                         |                   |       |
| Juegos Olímpicos |                         |                   |       |
| Año | Lugar                   | Medalla           | Clase |
| 2016 | Río de Janeiro (Brasil) | Medalla de bronce | RS:X  |
| Campeonato Europeo |                         |                   |       |
| Año | Lugar                   | Medalla           | Clase |
| 2016 | Helsinki (Finlandia)    | Medalla de bronce | RS:X  |
| 2017 | Marsella (Francia)      | Medalla de plata  | RS:X  |
| 2018 | Sopot (Polonia)         | Medalla de plata  | RS:X  |